# Pullebrug
De Pullebrug of Brug van Pulle is een dubbele boogbrug (type bowstring) over het Netekanaal in Pulle, een deelgemeente van Zandhoven. De bruggen werden gebouwd in 1968 en hebben een lengte van 108 m. De bruggen bestaan uit drie overspanningen: twee zij-overspanningen van 8,075 m elk en een middenoverspanning van 90 m over het kanaal en de beide jaagpaden.

## Geschiedenis
Bij de aanleg van de E313/A13 (Boudewijnsnelweg), werd in 1958 een betonnen brug gebouwd over het Netekanaal. Acht jaar later, in de nacht van 12 op 13 november 1966, stortte de brug in toen ze in twee stukken brak. Het zicht was sterk beperkt door dichte mist. Acht auto's vielen mee de diepte in. Twee doden en zeventien zwaargewonden werden uit het koude water gehaald. De brug zou niet ingestort zijn indien:
1. ofwel de paalpunten enkele meters onder de kanaalbodem gezeten hadden
2. ofwel de kanaaloever onder de brug en aan weerszijden van de brug voor ontgronding gevrijwaard waren door een deugdelijke en duurzame taludverdediging. De afkalving van het talud door scheepvaart en natte bodem, aan de zijde van Luik heeft het instorten niet veroorzaakt maar wel versneld.

Op de plek van de brug is vervolgens een nieuwe brug gebouwd die in 1968 voor het verkeer opende.